# Kamila Chudzik
Kamila Chudzik (Kielce, Polonia, 12 de septiembre de 1986) es una atleta polaca, especialista en la prueba de heptalón, con la que ha llegado a ser medallista de bronce mundial en 2009.

## Carrera deportiva
En el Mundial de Berlín 2009 gana la medalla de bronce en el heptalón, consiguiendo 6471 puntos que fueron su mejor registro, quedando en el podio tras la estadounidense Jessica Ennis y la alemana Jennifer Oeser (plata).